# Campionato FIA di Formula 2 2023
La stagione 2023 del Campionato FIA di Formula 2 è stata la 19ª nella storia della categoria, la settima con la nuova denominazione che ha sostituito la precedente GP2 Series. È iniziata il 4 marzo con un weekend di due gare a Sakhir, in Bahrein ed è terminata sul Circuito di Yas Marina, Abu Dhabi, il 26 novembre.

## La Prestagione

### Calendario
Nel 2023, per la prima volta la Formula 2 corre in Australia a Melbourne. Come da tradizione le gare si disputeranno nei weekend della Formula 1, rispettivamente a inizio marzo e fine novembre.
A causa del maltempo e le alluvioni che hanno colpito gran parte della Emilia-Romagna, tra cui Imola, il quinto round della stagione viene cancellato.
| Gara           | Gara | Circuito                                | Giri                                        | Lunghezza                                   | Data                                        | Ora                                         | CTE                                         | Supporto                             |
| -------------- | ---- | --------------------------------------- | ------------------------------------------- | ------------------------------------------- | ------------------------------------------- | ------------------------------------------- | ------------------------------------------- | ------------------------------------ |
| 1              | G1   | Bahrain International Circuit, Sakhir   | 23                                          | 23 x 5,412 km = 124,476 km                  | 4 marzo                                     | 16:15                                       | 14:15                                       | Gran Premio del Bahrein 2023         |
| 1              | G2   | Bahrain International Circuit, Sakhir   | 32                                          | 32 x 5,412 km = 173,184 km                  | 5 marzo                                     | 13:20                                       | 11:20                                       | Gran Premio del Bahrein 2023         |
| 2              | G1   | Circuito di Gedda                       | 20                                          | 20 x 6,174 km = 123,480 km                  | 18 marzo                                    | 18:10                                       | 16:10                                       | Gran Premio d'Arabia Saudita 2023    |
| 2              | G2   | Circuito di Gedda                       | 28                                          | 28 x 6,174 km = 172,872 km                  | 19 marzo                                    | 16:15                                       | 14:15                                       | Gran Premio d'Arabia Saudita 2023    |
| 3              | G1   | Circuito Albert Park                    | 23                                          | 23 x 5,278 km = 121,394 km                  | 1 aprile                                    | 14:20                                       | 05:20                                       | Gran Premio d'Australia 2023         |
| 3              | G2   | Circuito Albert Park                    | 33                                          | 33 x 5,278 km = 174,174 km                  | 2 aprile                                    | 11:35                                       | 03:35                                       | Gran Premio d'Australia 2023         |
| 4              | G1   | Circuito di Baku                        | 21                                          | 21 x 6,003 km = 126,063 km                  | 29 aprile                                   | 15:00                                       | 13:00                                       | Gran Premio d'Azerbaigian 2023       |
| 4              | G2   | Circuito di Baku                        | 29                                          | 29 x 6,003 km = 174,087 km                  | 30 aprile                                   | 11:25                                       | 09:25                                       | Gran Premio d'Azerbaigian 2023       |
| 5              | G1   | Circuito di Monte Carlo                 | 30                                          | 30 x 3,337 km = 100,110 km                  | 27 maggio                                   | 14:15                                       | 14:15                                       | Gran Premio di Monaco 2023           |
| 5              | G2   | Circuito di Monte Carlo                 | 42                                          | 42 x 3,337 km = 140,154 km                  | 28 maggio                                   | 09:40                                       | 09:40                                       | Gran Premio di Monaco 2023           |
| 6              | G1   | Circuito di Catalogna, Barcellona       | 26                                          | 26 x 4,675 km = 121,550 km                  | 3 giugno                                    | 14:15                                       | 14:15                                       | Gran Premio di Spagna 2023           |
| 6              | G2   | Circuito di Catalogna, Barcellona       | 37                                          | 37 x 4,675 km = 172,975 km                  | 4 giugno                                    | 11:25                                       | 11:25                                       | Gran Premio di Spagna 2023           |
| 7              | G1   | Red Bull Ring, Spielberg                | 28                                          | 28 x 4,318 km = 120,904 km                  | 1º luglio                                   | 13:45                                       | 13:45                                       | Gran Premio d'Austria 2023           |
| 7              | G2   | Red Bull Ring, Spielberg                | 40                                          | 40 x 4,318 km = 172,720 km                  | 2 luglio                                    | 09:55                                       | 09:55                                       | Gran Premio d'Austria 2023           |
| 8              | G1   | Circuito di Silverstone, Silverstone    | 21                                          | 21 x 5,891 km = 123,711 km                  | 8 luglio                                    | 13:15                                       | 14:15                                       | Gran Premio di Gran Bretagna 2023    |
| 8              | G2   | Circuito di Silverstone, Silverstone    | 29                                          | 29 x 5,891 km = 170,839 km                  | 9 luglio                                    | 09:55                                       | 10:55                                       | Gran Premio di Gran Bretagna 2023    |
| 9              | G1   | Hungaroring, Mogyoród                   | 28                                          | 28 x 4,381 km =122.668 km                   | 22 luglio                                   | 14:15                                       | 14:15                                       | Gran Premio d'Ungheria 2023          |
| 9              | G2   | Hungaroring, Mogyoród                   | 37                                          | 37 x 4,381 km = 162.097 km                  | 23 luglio                                   | 10:05                                       | 10:05                                       | Gran Premio d'Ungheria 2023          |
| 10             | G1   | Circuito di Spa-Francorchamps, Stavelot | 18                                          | 18 x 7,004 km = 126,072 km                  | 29 luglio                                   | 13:45                                       | 13:45                                       | Gran Premio del Belgio 2023          |
| 10             | G2   | Circuito di Spa-Francorchamps, Stavelot | 25                                          | 25 x 7,004 km = 175,100 km                  | 30 luglio                                   | 10:00                                       | 10:00                                       | Gran Premio del Belgio 2023          |
| 11             | G1   | Circuito di Zandvoort                   | 29                                          | 29 x 4,259 km = 123,511 km                  | 26 agosto                                   | 13:15                                       | 13:15                                       | Gran Premio d'Olanda 2023            |
| 11             | G2   | Circuito di Zandvoort                   | 40                                          | 40 x 4,259 km = 170,360 km                  | 27 agosto                                   | 10:00                                       | 10:00                                       | Gran Premio d'Olanda 2023            |
| 12             | G1   | Autodromo nazionale di Monza, Monza     | 21                                          | 21 x 5,793 km = 121,653 km                  | 2 settembre                                 | 14:15                                       | 14:15                                       | Gran Premio d'Italia 2023            |
| 12             | G2   | Autodromo nazionale di Monza, Monza     | 30                                          | 30 x 5,793 km = 173,790 km                  | 3 settembre                                 | 09:55                                       | 09:55                                       | Gran Premio d'Italia 2023            |
| 13             | G1   | Circuito di Yas Marina                  | 23                                          | 23 x 5,281 km = 121,463 km                  | 25 novembre                                 | 16:20                                       | 13:20                                       | Gran Premio di Abu Dhabi 2023        |
| 13             | G2   | Circuito di Yas Marina                  | 33                                          | 33 x 5,281 km = 174,273 km                  | 26 novembre                                 | 13:15                                       | 10:15                                       | Gran Premio di Abu Dhabi 2023        |
| Gare annullate |      |                                         |                                             |                                             |                                             |                                             |                                             |                                      |
|                |      | Autodromo di Imola, Imola               | Causa alluvioni nella settimana del evento- | Causa alluvioni nella settimana del evento- | Causa alluvioni nella settimana del evento- | Causa alluvioni nella settimana del evento- | Causa alluvioni nella settimana del evento- | Gran Premio dell'Emilia-Romagna 2023 |

### Test
Come ormai da tradizione i primi test si sono svolti la settimana successiva alla fine della stagione passata a Yas Marina, negli Emirati Arabi Uniti, in concomitanza con i test di Formula 1. Mentre i test pre-stagionali della Formula 2 saranno effettuati dal 14 al 16 febbraio, come in Bahrain, in concomitanza con la Formula 3.
| Circuito   | Data        | Pilota più veloce | Team                  | Tempo    | Giri | Team e Piloti |
| 2022       | 2022        | 2022              | 2022                  | 2022     | 2022 | 2022          |
| ---------- | ----------- | ----------------- | --------------------- | -------- | ---- | ------------- |
| Yas Marina | 23 novembre | Dennis Hauger     | MP Motorsport         | 1:36.821 | 28   | Partecipanti  |
| Yas Marina | 23 novembre | Richard Verschoor | Van Amersfoort Racing | 1:36.395 | 46   | Partecipanti  |
| Yas Marina | 24 novembre | Jack Doohan       | Virtuosi Racing       | 1:35.990 | 44   | Partecipanti  |
| Yas Marina | 24 novembre | Frederik Vesti    | Prema Racing          | 1:36.462 | 39   | Partecipanti  |
| Yas Marina | 25 novembre | Victor Martins    | ART Grand Prix        | 1:35.908 | 49   | Partecipanti  |
| Yas Marina | 25 novembre | Kush Maini        | Campos Racing         | 1:36.875 | 55   | Partecipanti  |
| 2023       |             |                   |                       |          |      |               |
| Bahrain    | 14 febbraio | Théo Pourchaire   | ART Grand Prix        | 1’45”226 | 19   | Partecipanti  |
| Bahrain    | 14 febbraio | Théo Pourchaire   | ART Grand Prix        | 1’42”165 | 25   | Partecipanti  |
| Bahrain    | 15 febbraio | Frederik Vesti    | Prema Racing          | 1’44”234 | 43   | Partecipanti  |
| Bahrain    | 15 febbraio | Richard Verschoor | Van Amersfoort Racing | 1’42”140 | 30   | Partecipanti  |
| Bahrain    | 16 febbraio | Ralph Boschung    | Campos Racing         | 1’45”027 | 28   | Partecipanti  |
| Bahrain    | 16 febbraio | Kush Maini        | Campos Racing         | 1’42”623 | 32   | Partecipanti  |
| Barcellona | 10 maggio   | Kush Maini        | Campos Racing         | 1’24”943 | 35   | Partecipanti  |
| Barcellona | 10 maggio   | Jack Doohan       | Virtuosi Racing       | 1’24”177 | 41   | Partecipanti  |

## Piloti e squadre

### Scuderie
Il team Charouz Racing System viene rilevato dal PHM Racing, scuderia tedesca fondata nel 2021. Le altre squadre per la stagione 2023 saranno le stesse della stagione 2022, con MP che dovrà difendere il titolo conquistato nella stagione precedente e saranno tutte equipaggiate con la vettura della passata stagione, la Dallara F2 2018.

### Piloti
Come da regolamento il campione dell'edizione scorsa, Felipe Drugovich non può partecipare al campionato, il team MP Motorsport al suo posto sceglie Dennis Hauger, campione dellaFormula 3 2021.
Il team Prema rivoluzione la sua line up, firma con l'esordiente Oliver Bearman e con Frederik Vesti che lascia il team ART Grand Prix. Decisione più conservativa è del team Campos che rinnova Ralph Boschung, lo svizzero è al quarto anno con il team e il settimo nella serie, per il secondo sedile il team spagnolo firma con un Rookie, l'indiano Kush Maini.
Il team DAMS conferma Ayumu Iwasa ed ufficializza Arthur Leclerc, il pilota della Ferrari Driver Academy sale in F2 dopo due anni in F3 e dopo ave vinto la Formula Regional Asia. Clément Novalak lascia la MP Motorsport per tornare alla Trident, team con cui ha corso nel 2021 in Formula 3. Il team PHM Racing by Charouz sceglie l'esperto Roy Nissany, alla quinta stagione nella serie e il Rookie Brad Benavides.
Il team Virtuosi Racing conferma Jack Doohan è prende dalla Van Amersfoort Racing, Amaury Cordeel. A sua volta il team VAR ufficializza Richard Verschoor, pilota olandese al terzo anno nella serie e Juan Manuel Correa che torna nella serie a tempo pieno.
Nel gennaio del 2023, il team Trident promuove Roman Staněk dalla Formula 3 alla Formula 2. Il 18 dello stesso mese vengono annunciati nella serie quattro piloti della Red Bull Junior Team, Enzo Fittipaldi e Zane Maloney che si uniscono alla Carlin, mentre Jak Crawford e Isack Hadjar correranno con i colori della Hitech Grand Prix.
Il team ART Grand Prix conferma il secondo classificato della stagione precedente, Théo Pourchaire e il campione in carica della Formula 3, Victor Martins. La line up viene completata dalla MP Motorsport che sceglie Jehan Daruvala come suo pilota.
Per il round di Spa-Francorchamps il team PHM Racing sostituisce Brad Benavides con il debuttante Josh Mason. Per l'ultimo round stagionale di Yas Marina i team MP e Trident cambiano la loro line-up, la scuderia olandese ingaggia Franco Colapintoal posto di Jehan Daruvala mentre il team italiano scambi Clément Novalak con Paul Aron.

### Tabella riassuntiva
| Team                    | Nº | Pilota             | Weekend di gare | Stato |
| ----------------------- | -- | ------------------ | --------------- | ----- |
| MP Motorsport           | 1  | Dennis Hauger      | Tutti           |       |
| MP Motorsport           | 2  | Jehan Daruvala     | 1-12            |       |
| MP Motorsport           | 2  | Franco Colapinto   | 13              | R     |
| Rodin Carlin            | 3  | Zane Maloney       | Tutti           | R     |
| Rodin Carlin            | 4  | Enzo Fittipaldi    | Tutti           |       |
| ART Grand Prix          | 5  | Théo Pourchaire    | Tutti           |       |
| ART Grand Prix          | 6  | Victor Martins     | Tutti           | R     |
| Prema Racing            | 7  | Frederik Vesti     | Tutti           |       |
| Prema Racing            | 8  | Oliver Bearman     | Tutti           | R     |
| Hitech Pulse-Eight      | 9  | Jak Crawford       | Tutti           | R     |
| Hitech Pulse-Eight      | 10 | Isack Hadjar       | Tutti           | R     |
| DAMS                    | 11 | Ayumu Iwasa        | Tutti           |       |
| DAMS                    | 12 | Arthur Leclerc     | Tutti           | R     |
| Invicta Virtuosi Racing | 14 | Jack Doohan        | Tutti           |       |
| Invicta Virtuosi Racing | 15 | Amaury Cordeel     | Tutti           |       |
| PHM Racing by Charouz   | 16 | Roy Nissany        | Tutti           |       |
| PHM Racing by Charouz   | 17 | Brad Benavides     | 1-9             | R     |
| PHM Racing by Charouz   | 17 | Josh Mason         | 10-13           | R     |
| Trident                 | 20 | Roman Staněk       | Tutti           | R     |
| Trident                 | 21 | Clément Novalak    | 1-12            |       |
| Trident                 | 21 | Paul Aron          | 13              | R     |
| Van Amersfoort Racing   | 22 | Richard Verschoor  | Tutti           |       |
| Van Amersfoort Racing   | 23 | Juan Manuel Correa | Tutti           |       |
| Campos Racing           | 24 | Kush Maini         | Tutti           | R     |
| Campos Racing           | 25 | Ralph Boschung     | Tutti           |       |

## Regolamento
Sistema di punteggio Gara 1 (Sprint Race)
| Posizione | 1ª | 2ª | 3ª | 4ª | 5ª | 6ª | 7ª | 8ª | Giro veloce |
| Punti     | 10 | 8  | 6  | 5  | 4  | 3  | 2  | 1  | 1           |

Sistema di punteggio Gara 2 (Feature Race)
| Posizione | 1ª | 2ª | 3ª | 4ª | 5ª | 6ª | 7ª | 8ª | 9ª | 10ª | Pole | Giro veloce |
| Punti     | 25 | 18 | 15 | 12 | 10 | 8  | 6  | 4  | 2  | 1   | 2    | 1           |

## Classifiche

### Riassunto della stagione
| Gara | Gara | Circuito    | Tempo                                   | Velocità media                          | Pole position                           | Giro veloce                             | Pilota vincitore                        | Team vincitore                          | Note                                    |
| ---- | ---- | ----------- | --------------------------------------- | --------------------------------------- | --------------------------------------- | --------------------------------------- | --------------------------------------- | --------------------------------------- | --------------------------------------- |
| 1    | G1   | Sakhir      | 41’50”597                               | 178,136 km/h                            |                                         | Oliver Bearman                          | Ralph Boschung                          | Campos Racing                           | [ 36 ]                                  |
| 1    | G2   | Sakhir      | 1h01’10”926                             | 169,596 km/h                            | Théo Pourchaire                         | Richard Verschoor                       | Théo Pourchaire                         | ART GP                                  | [ 37 ]                                  |
| 2    | G1   | Jeddah      | 42’21”514                               | 174,552 km/h                            |                                         | Victor Martins                          | Ayumu Iwasa                             | DAMS                                    | [ 38 ]                                  |
| 2    | G2   | Jeddah      | 50’45”587                               | 204,045 km/h                            | Victor Martins                          | Arthur Leclerc                          | Frederik Vesti                          | Prema                                   | [ 39 ]                                  |
| 3    | G1   | Melbourne   | 40’03”429                               | 173,925 km/h                            |                                         | Dennis Hauger                           | Dennis Hauger                           | MP Motorsport                           | [ 40 ]                                  |
| 3    | G2   | Melbourne   | 1h00’30”247                             | 172,722 km/h                            | Ayumu Iwasa                             | Frederik Vesti                          | Ayumu Iwasa                             | DAMS                                    | [ 41 ]                                  |
| 4    | G1   | Baku        | 51’27”274                               | 146,877 km/h                            |                                         | Oliver Bearman                          | Oliver Bearman                          | Prema                                   | [ 42 ]                                  |
| 4    | G2   | Baku        | 57’23”163                               | 181,907 km/h                            | Oliver Bearman                          | Isack Hadjar                            | Oliver Bearman                          | Prema                                   | [ 43 ]                                  |
| 5    | G1   | Montecarlo  | 46'39"033                               | 128,757 km/h                            |                                         | Jack Doohan                             | Ayumu Iwasa                             | DAMS                                    | [ 44 ]                                  |
| 5    | G2   | Montecarlo  | 1h20’02”426                             | 97,557 km/h                             | Frederik Vesti                          | Victor Martins                          | Frederik Vesti                          | Prema                                   | [ 45 ]                                  |
| 6    | G1   | Barcellona  | 47’22”796                               | 153,173 km/h                            |                                         | Théo Pourchaire                         | Frederik Vesti                          | Prema                                   | [ 46 ]                                  |
| 6    | G2   | Barcellona  | 56’56”729                               | 181,418 km/h                            | Oliver Bearman                          | Clément Novalak                         | Oliver Bearman                          | Prema                                   | [ 47 ]                                  |
| 7    | G1   | Spielberg   | 39’36”231                               | 176,437 km/h                            |                                         | Zane Maloney                            | Jak Crawford                            | Hitech Grand Prix                       | [ 49 ]                                  |
| 7    | G2   | Spielberg   | 56’31”050                               | 183,228 km/h                            | Victor Martins                          | Ayumu Iwasa                             | Richard Verschoor                       | VAR                                     | [ 50 ]                                  |
| 8    | G1   | Silverstone | 40’16”405                               | 166,554 km/h                            |                                         | Ayumu Iwasa                             | Frederik Vesti                          | Prema                                   | [ 51 ]                                  |
| 8    | G2   | Silverstone | 58’54”389                               | 173,873 km/h                            | Victor Martins                          | Victor Martins                          | Victor Martins                          | ART GP                                  | [ 52 ]                                  |
| 9    | G1   | Hungaroring | 44'43"144                               | 164,531 km/h                            |                                         | Ayumu Iwasa                             | Dennis Hauger                           | MP Motorsport                           | [ 53 ]                                  |
| 9    | G2   | Hungaroring | 57'52"434                               | 168,010 km/h                            | Jack Doohan                             | Jack Doohan                             | Jack Doohan                             | Virtuosi                                | [ 54 ]                                  |
| 10   | G1   | Spa         | 37'30"579                               | 190,261 km/h                            |                                         | Enzo Fittipaldi                         | Enzo Fittipaldi                         | Carlin                                  | [ 55 ]                                  |
| 10   | G2   | Spa         | 59’01”766                               | 177,852 km/h                            | Oliver Bearman                          | Jack Doohan                             | Jack Doohan                             | Virtuosi                                | [ 56 ]                                  |
| 11   | G1   | Zandvoort   | Cancellata per avverse condizioni meteo | Cancellata per avverse condizioni meteo | Cancellata per avverse condizioni meteo | Cancellata per avverse condizioni meteo | Cancellata per avverse condizioni meteo | Cancellata per avverse condizioni meteo | Cancellata per avverse condizioni meteo |
| 11   | G2   | Zandvoort   | 1h01’36"125                             | 157,573 km/h                            | Jak Crawford                            | Clément Novalak                         | Clément Novalak                         | Trident                                 | [ 58 ]                                  |
| 12   | G1   | Monza       | 40’18”006                               | 180,660 km/h                            |                                         | Victor Martins                          | Frederik Vesti                          | Prema                                   | [ 59 ]                                  |
| 12   | G2   | Monza       | 1h03'50"518                             | 163,041 km/h                            | Théo Pourchaire                         | Théo Pourchaire                         | Oliver Bearman                          | Prema                                   | [ 60 ]                                  |
| 13   | G1   | Abu Dhabi   | 42'24"624                               | 171,676 km/h                            |                                         | Victor Martins                          | Frederik Vesti                          | Prema                                   | [ 61 ]                                  |
| 13   | G2   | Abu Dhabi   | 56'03"879                               | 186,382 km/h                            | Jack Doohan                             | Victor Martins                          | Jack Doohan                             | Virtuosi                                | [ 62 ]                                  |

### Classifica piloti[63]
| Pos. | Pilota                  | SAK             | SAK                 | JED          | JED         | MEL                                             | MEL | BAK | BAK | MON | MON | CAT | CAT | RBR | RBR | SIL | SIL | HUN | HUN | SPA | SPA | ZAN | ZAN | MNZ | MNZ | YAS | YAS | Punti |
| --- | ----------------------- | --------------- | ------------------- | ------------ | ----------- | ----------------------------------------------- | --- | --- | --- | --- | --- | --- | --- | --- | --- | --- | --- | --- | --- | --- | --- | --- | --- | --- | --- | --- | --- | ----- |
| 1 | Théo Pourchaire         | 5               | 1                   | Rit          | 13          | 18                                              | 2   | 15  | 3   | 8   | 2   | 2   | 7   | 14  | 7   | 2   | 3   | 4   | 6   | 2   | 2   | C   | Rit | 4   | 3   | 6   | 5   | 204   |
| 2 | Frederik Vesti          | 17              | Rit                 | 6            | 1           | 8                                               | 4   | 2   | 4   | 9   | 1   | 1   | 5   | 9   | 3   | 1   | Rit | 9   | 2   | 6   | NP  | C   | Rit | 1   | Rit | 1   | 3   | 192   |
| 3 | Jack Doohan             | 11              | 16                  | 7            | 2           | Rit                                             | 8   | 17  | 15  | 6   | Rit | 5   | 6   | 7   | 4   | 3   | 4   | 10  | 1   | 5   | 1   | C   | Rit | 9   | 6   | 5   | 1   | 169   |
| 4 | Ayumu Iwasa             | 4               | 8                   | 1            | 4           | 13                                              | 1   | Rit | 12  | 1   | 10  | 8   | 4   | 11  | 2   | 21  | 5   | 2   | 4   | 7   | Rit | C   | 13  | Rit | 2   | 8   | 4   | 165   |
| 5 | Victor Martins R        | 3               | Rit                 | 2            | Rit         | 15                                              | 18  | 13  | SQ  | 7   | 8   | 3   | 3   | 2   | 9   | 7   | 1   | 7   | 3   | 4   | 5   | C   | 9   | 2   | Rit | 20  | 2   | 150   |
| 6 | Oliver Bearman R        | 15              | 14                  | Rit          | 10          | 7                                               | 17  | 1   | 1   | Rit | 11  | 7   | 1   | 8   | 5   | 6   | 8   | 3   | 12  | 12  | 7   | C   | Rit | 6   | 1   | 10  | Rit | 130   |
| 7 | Enzo Fittipaldi         | 8               | 9                   | 13           | 7           | NP                                              | Rit | 5   | 2   | 10  | Rit | 10  | 2   | Rit | 6   | 4   | 7   | 11  | 8   | 1   | 3   | C   | 7   | 15  | 4   | 2   | 14  | 124   |
| 8 | Dennis Hauger           | 2               | Rit                 | 8            | 5           | 1                                               | 19  | 12  | 6   | 16  | 5   | 4   | 8   | 6   | 11  | 12  | 14  | 1   | 7   | 3   | SQ  | C   | 5   | 12  | 5   | 4   | 7   | 113   |
| 9 | Richard Verschoor       | 22              | 5                   | 16           | 6           | 10                                              | 7   | Rit | 8   | 4   | 4   | 6   | 10  | Rit | 1   | 18  | 16  | 13  | 10  | SQ  | 6   | C   | 4   | 3   | 13  | 3   | Rit | 108   |
| 10 | Zane Maloney R          | 9               | 3                   | Rit          | 17          | 5                                               | 5   | Rit | 11  | 5   | 3   | 15  | 16  | 16  | 15  | 10  | 2   | 12  | 16  | 10  | 4   | C   | 2   | 14  | Rit | 9   | 17  | 96    |
| 11 | Kush Maini R            | 7               | 4                   | 5            | 12          | 3                                               | 9   | 4   | 5   | 14  | 6   | 18  | 17  | 18  | Rit | 13  | Rit | 6   | 20  | 18  | 8   | C   | 18  | 5   | Rit | 11  | 9   | 62    |
| 12 | Jehan Daruvala          | 6               | 17                  | 3            | 3           | 17                                              | 6   | 14  | 14  | 2   | 13  | 19  | 14  | Rit | 10  | 11  | 6   | 5   | 11  | Rit | Rit | C   | 17  | 17  | 7   |     |     | 59    |
| 13 | Jak Crawford R          | 14              | 12                  | 9            | 15          | 2                                               | Rit | 3   | 9   | 3   | 9   | Rit | 13  | 1   | 8   | 14  | 10  | 14  | 17  | 14  | Rit | C   | 3   | 13  | Rit | 13  | 10  | 57    |
| 14 | Isack Hadjar R          | 20              | 7                   | 12           | 9           | 6                                               | 15  | 11  | 7   | Rit | 12  | 12  | 20  | 3   | 12  | 5   | 15  | 8   | 5   | 11  | Rit | C   | 6   | 11  | 11  | 7   | 8   | 53    |
| 15 | Arthur Leclerc R        | 12              | 6                   | 11           | 8           | 4                                               | 3   | 16  | 10  | 15  | Rit | 9   | 9   | 13  | Rit | 8   | 9   | 15  | 13  | 9   | 11  | C   | 14  | 7   | Rit | 21  | 6   | 49    |
| 16 | Ralph Boschung          | 1               | 2                   | 4            | 19          | NP                                              | 16  | Rit | 20  | Rit | Rit | 17  | 15  | 17  | 14  | 20  | Rit | Rit | 19  | 8   | 10  | C   | 16  | 19  | 9   | 18  | 15  | 37    |
| 17 | Clément Novalak         | 16              | 13                  | 15           | 16          | 11                                              | 11  | 7   | 16  | 17  | 17  | 11  | 21  | SQ  | 13  | 15  | 12  | Rit | Rit | 17  | 14  | C   | 1   | 10  | Rit |     |     | 28    |
| 18 | Roman Staněk R          | 13              | Rit                 | 17           | 14          | 16                                              | 14  | 8   | 17  | 13  | 7   | 13  | 12  | 5   | Rit | 16  | Rit | 16  | 14  | 15  | 9   | C   | 11  | 8   | 10  | 12  | 12  | 15    |
| 19 | Juan Manuel Correa      | 10              | 10                  | 14           | 18          | 14                                              | 10  | 6   | 13  | 11  | 14  | Rit | 11  | 4   | 18  | 19  | 11  | 20  | 9   | 16  | 12  | C   | 10  | 18  | 14  | Rit | 13  | 13    |
| 20 | Amaury Cordeel          | 21              | 15                  | 19           | 20          | 12                                              | 13  | 9   | 19  | Rit | 20  | 14  | 19  | 15  | 17  | 17  | Rit | 19  | 21  | Rit | 16  | C   | 8   | Rit | 8   | 17  | 16  | 8     |
| 21 | Roy Nissany             | 18              | 11                  | 10           | 11          | 9                                               | Rit | Rit | 18  | Rit | 15  | 20  | 18  | 10  | 16  | 9   | 17  | 17  | 15  | 13  | 13  | C   | 12  | Rit | 15  | 14  | 11  | 0     |
| 22 | Brad Benavides R        | 19              | 18                  | 18           | Rit         | Rit                                             | 12  | 10  | Rit | 12  | 16  | 16  | 22  | 12  | 19  | Rit | 13  | 18  | 18  |     |     |     |     |     |     |     |     | 0     |
| 23 | Josh Mason R            |                 |                     |              |             |                                                 |     |     |     |     |     |     |     |     |     |     |     |     |     | 19  | 15  | C   | 15  | 16  | 12  | 15  | Rit | 0     |
| 24 | Paul Aron R             |                 |                     |              |             |                                                 |     |     |     |     |     |     |     |     |     |     |     |     |     |     |     |     |     |     |     | 16  | 18  | 0     |
| 25 | Franco Colapinto R      |                 |                     |              |             |                                                 |     |     |     |     |     |     |     |     |     |     |     |     |     |     |     |     |     |     |     | 19  | Rit | 0     |
| Pos. | Pilota                  | SAK             | SAK                 | JED          | JED         | MEL                                             | MEL | BAK | BAK | MON | MON | CAT | CAT | RBR | RBR | SIL | SIL | HUN | HUN | SPA | SPA | ZAN | ZAN | MNZ | MNZ | YAS | YAS | Punti |
| \| Legenda \| 1º posto \| 2º posto \| 3º posto \| A punti \| Senza punti \| Grassetto=Pole position Corsivo=Giro più veloce \| \| Legenda \| Solo prove/Terzo pilota \| Non qualificato \| Ritirato/Non class. \| Squalificato \| Non partito \| Grassetto=Pole position Corsivo=Giro più veloce \| |                         |                 |                     |              |             |                                                 |     |     |     |     |     |     |     |     |     |     |     |     |     |     |     |     |     |     |     |     |     |       |
| Legenda | 1º posto                | 2º posto        | 3º posto            | A punti      | Senza punti | Grassetto=Pole position Corsivo=Giro più veloce |     |     |     |     |     |     |     |     |     |     |     |     |     |     |     |     |     |     |     |     |     |       |
| Legenda | Solo prove/Terzo pilota | Non qualificato | Ritirato/Non class. | Squalificato | Non partito | Grassetto=Pole position Corsivo=Giro più veloce |     |     |     |     |     |     |     |     |     |     |     |     |     |     |     |     |     |     |     |     |     |       |

### Classifica squadre
| Pos. | Squadra                 | Nº              | Pilota              | SAK          | SAK         | JED                                             | JED | MEL | MEL | BAK | BAK | MON | MON | CAT | CAT | RBR | RBR | SIL | SIL | HUN | HUN | SPA | SPA | ZAN | ZAN | MNZ | MNZ | YAS | YAS | Punti |
| --- | ----------------------- | --------------- | ------------------- | ------------ | ----------- | ----------------------------------------------- | --- | --- | --- | --- | --- | --- | --- | --- | --- | --- | --- | --- | --- | --- | --- | --- | --- | --- | --- | --- | --- | --- | --- | ----- |
| 1 | ART GP                  | 5               | Pourchaire          | 5            | 1           | Rit                                             | 13  | 18  | 2   | 15  | 3   | 8   | 2   | 2   | 7   | 14  | 7   | 2   | 3   | 4   | 6   | 2   | 2   | C   | Rit | 4   | 3   | 6   | 5   | 354   |
| 1 | ART GP                  | 6               | Martins             | 3            | Rit         | 2                                               | Rit | 15  | 18  | 13  | SQ  | 7   | 8   | 3   | 3   | 2   | 9   | 7   | 1   | 7   | 3   | 4   | 5   | C   | 9   | 2   | Rit | 20  | 2   | 354   |
| 2 | Prema                   | 7               | Vesti               | 17           | Rit         | 6                                               | 1   | 8   | 4   | 2   | 4   | 9   | 1   | 1   | 5   | 9   | 3   | 1   | Rit | 9   | 2   | 6   | NP  | C   | Rit | 1   | Rit | 1   | 3   | 322   |
| 2 | Prema                   | 8               | Bearman             | 15           | 14          | Rit                                             | 10  | 7   | 17  | 1   | 1   | Rit | 11  | 7   | 1   | 8   | 5   | 6   | 8   | 3   | 12  | 12  | 7   | C   | Rit | 6   | 1   | 10  | Rit | 322   |
| 3 | Rodin Carlin            | 3               | Maloney             | 9            | 3           | Rit                                             | 17  | 5   | 5   | Rit | 11  | 5   | 3   | 15  | 16  | 18  | 15  | 10  | 2   | 12  | 16  | 10  | 4   | C   | 2   | 14  | Rit | 2   | 14  | 220   |
| 3 | Rodin Carlin            | 4               | Fittipaldi          | 8            | 9           | 13                                              | 7   | Rit | Rit | 5   | 2   | 10  | Rit | 10  | 2   | Rit | 6   | 4   | 7   | 11  | 8   | 1   | 3   | C   | 7   | 15  | 4   | 9   | 17  | 220   |
| 4 | DAMS                    | 11              | Iwasa               | 4            | 8           | 1                                               | 4   | 13  | 1   | Rit | 12  | 1   | 10  | 8   | 4   | 11  | 2   | 21  | 5   | 2   | 4   | 7   | Rit | C   | 13  | Rit | 2   | 8   | 4   | 214   |
| 4 | DAMS                    | 12              | Leclerc             | 12           | 6           | 11                                              | 8   | 4   | 3   | 16  | 10  | 15  | Rit | 9   | 9   | 13  | Rit | 8   | 9   | 15  | 13  | 9   | 11  | C   | 14  | 7   | Rit | 21  | 6   | 214   |
| 5 | Invicta Virtuosi Racing | 14              | Doohan              | 11           | 15          | 7                                               | 2   | Rit | 8   | 17  | 15  | 6   | Rit | 5   | 6   | 7   | 4   | 3   | 4   | 10  | 1   | 5   | 1   | C   | Rit | 9   | 6   | 5   | 1   | 177   |
| 5 | Invicta Virtuosi Racing | 15              | Cordeel             | 21           | 16          | 19                                              | 20  | 12  | 13  | 9   | 19  | Rit | 20  | 14  | 19  | 15  | 17  | 16  | Rit | 19  | 21  | Rit | 16  | C   | 8   | Rit | 8   | 17  | 16  | 177   |
| 6 | MP Motorsport           | 1               | Hauger              | 2            | 17          | 6                                               | 5   | 1   | 19  | 12  | 6   | 16  | 5   | 4   | 8   | 6   | 11  | 12  | 14  | 1   | 7   | 3   | SQ  | C   | 5   | 12  | 5   | 4   | 7   | 172   |
| 6 | MP Motorsport           | 2               | Daruvala            | 6            | Rit         | 3                                               | 3   | 17  | 6   | 14  | 14  | 2   | 13  | 19  | 14  | Rit | 10  | 11  | 6   | 5   | 11  | Rit | Rit | C   | 17  | 17  | 7   |     |     | 172   |
| 6 | MP Motorsport           | 2               | Colapinto           |              |             |                                                 |     |     |     |     |     |     |     |     |     |     |     |     |     |     |     |     |     |     |     |     |     | 19  | Rit | 172   |
| 7 | Van Amersfoort Racing   | 22              | Verschoor           | 22           | 5           | 16                                              | 6   | 10  | 7   | Rit | 8   | 4   | 4   | 6   | 10  | Rit | 1   | 18  | 16  | 13  | 10  | SQ  | 6   | C   | 4   | 3   | 13  | 3   | 13  | 121   |
| 7 | Van Amersfoort Racing   | 23              | Correa              | 10           | 10          | 14                                              | 18  | 14  | 10  | 6   | 13  | 11  | 14  | Rit | 11  | 4   | 18  | 19  | 11  | 20  | 9   | 16  | 12  | C   | 10  | 18  | 14  | Rit | Rit | 121   |
| 8 | Hitech Pulse-Eight      | 9               | Crawford            | 14           | 12          | 9                                               | 15  | 2   | Rit | 3   | 9   | 3   | 9   | Rit | 13  | 1   | 8   | 14  | 10  | 14  | 17  | 14  | Rit | C   | 3   | 13  | Rit | 12  | 10  | 110   |
| 8 | Hitech Pulse-Eight      | 10              | Hadjar              | 20           | 7           | 12                                              | 9   | 6   | 15  | 11  | 7   | Rit | 12  | 12  | 20  | 3   | 12  | 5   | 15  | 8   | 5   | 11  | Rit | C   | 6   | 11  | 11  | 7   | 8   | 110   |
| 9 | Campos Racing           | 24              | Maini               | 7            | 4           | 5                                               | 12  | 3   | 9   | 4   | 5   | 14  | 6   | 18  | 17  | 16  | Rit | 13  | Rit | 6   | 20  | 18  | 8   | C   | 18  | 5   | Rit | 13  | 9   | 99    |
| 9 | Campos Racing           | 25              | Boschung            | 1            | 2           | 4                                               | 19  | Rit | 16  | Rit | 20  | Rit | Rit | 17  | 15  | 17  | 14  | 20  | Rit | Rit | 19  | 8   | 10  | C   | 16  | 19  | 9   | 15  | 18  | 99    |
| 10 | Trident                 | 20              | Staněk              | 13           | 13          | 17                                              | 14  | 16  | 14  | 8   | 17  | 13  | 7   | 13  | 12  | 5   | Rit | 15  | Rit | 16  | 14  | 15  | 9   | C   | 11  | 8   | 10  | 11  | 12  | 43    |
| 10 | Trident                 | 21              | Novalak             | 16           | Rit         | 15                                              | 16  | 11  | 11  | 7   | 16  | 17  | 17  | 11  | 21  | SQ  | 15  | 17  | 12  | Rit | Rit | 17  | 14  | C   | 1   | 10  | Rit |     |     | 43    |
| 10 | Trident                 | 21              | Aron                |              |             |                                                 |     |     |     |     |     |     |     |     |     |     |     |     |     |     |     |     |     |     |     |     |     | 16  | 18  | 43    |
| 11 | PHM Racing by Charouz   | 16              | Nissany             | 18           | 11          | 10                                              | 11  | 9   | Rit | Rit | 18  | Rit | 15  | 20  | 18  | 10  | 16  | 9   | 17  | 17  | 15  | 13  | 13  | C   | 12  | Rit | 15  | 14  | 11  | 0     |
| 11 | PHM Racing by Charouz   | 17              | Benavides           | 19           | 18          | 18                                              | Rit | Rit | 12  | 10  | Rit | 12  | 16  | 16  | 22  | 12  | 19  | Rit | 13  | 18  | 18  |     |     |     |     |     |     |     |     | 0     |
| 11 | PHM Racing by Charouz   | 17              | Mason               |              |             |                                                 |     |     |     |     |     |     |     |     |     |     |     |     |     |     |     | 19  | 15  | C   | 15  | 16  | 12  | 15  | Rit | 0     |
| Pos. | Squadra                 | Nº              | Pilota              | SAK          | SAK         | JED                                             | JED | MEL | MEL | BAK | BAK | MON | MON | CAT | CAT | RBR | RBR | SIL | SIL | HUN | HUN | SPA | SPA | ZAN | ZAN | MNZ | MNZ | YAS | YAS | Punti |
| \| Legenda \| 1º posto \| 2º posto \| 3º posto \| A punti \| Senza punti \| Grassetto=Pole position Corsivo=Giro più veloce \| \| Legenda \| Solo prove/Terzo pilota \| Non qualificato \| Ritirato/Non class. \| Squalificato \| Non partito \| Grassetto=Pole position Corsivo=Giro più veloce \| |                         |                 |                     |              |             |                                                 |     |     |     |     |     |     |     |     |     |     |     |     |     |     |     |     |     |     |     |     |     |     |     |       |
| Legenda | 1º posto                | 2º posto        | 3º posto            | A punti      | Senza punti | Grassetto=Pole position Corsivo=Giro più veloce |     |     |     |     |     |     |     |     |     |     |     |     |     |     |     |     |     |     |     |     |     |     |     |       |
| Legenda | Solo prove/Terzo pilota | Non qualificato | Ritirato/Non class. | Squalificato | Non partito | Grassetto=Pole position Corsivo=Giro più veloce |     |     |     |     |     |     |     |     |     |     |     |     |     |     |     |     |     |     |     |     |     |     |     |       |